# Municipio de Elmendaro
El municipio de Elmendaro (en inglés: Elmendaro Township) es un municipio ubicado en el condado de Lyon en el estado estadounidense de Kansas. En el año 2010 tenía una población de 788 habitantes y una densidad poblacional de 3,06 personas por km².

## Geografía
El municipio de Elmendaro se encuentra ubicado en las coordenadas 38°15′11″N 96°2′10″O / 38.25306, -96.03611. Según la Oficina del Censo de los Estados Unidos, el municipio tiene una superficie total de 257.64 km², de la cual 256,23 km² corresponden a tierra firme y (0,55 %) 1,41 km² es agua.

## Demografía
Según el censo de 2010, había 788 personas residiendo en el municipio de Elmendaro. La densidad de población era de 3,06 hab./km². De los 788 habitantes, el municipio de Elmendaro estaba compuesto por el 97,08 % blancos, el 0,13 % eran afroamericanos, el 0,76 % eran amerindios, el 0,13 % eran asiáticos, el 0,76 % eran de otras razas y el 1,14 % eran de una mezcla de razas. Del total de la población el 2,79 % eran hispanos o latinos de cualquier raza.